# Дзета Тельца
ζ Тельца (Дзета Тельца / ζ Tau) — двойная звезда в созвездии Тельца. Расположена в 417 световых годах от Земли и имеет видимую величину +2.97.
Дзета Тельца является Be-звездой. Быстрое вращение звезды приводит к истечению вещества с экватора и образованию околозвёздного диска. Исследования, проведённые с помощью интерферометра CHARA показали, что диск несимметричен и излучает неравномерно. Мы видим диск почти в профиль.
Звезда не имеет традиционного названия, в каталоге Птолемея обозначена как «звезда на конце Южного рога».
На небе примерно в одном градусе от ζ Тельца лежит Крабовидная туманность. Звезда располагается близко к эклиптике, поэтому может покрываться Луной и редко планетами.